# 拱門行動
拱門行動 （Operation Archway）於第二次世界大戰歐洲戰場，盟軍橫渡萊茵河朝德國內陸挺進，於1945年3月25日英軍450位近一營特種空勤團此特種部隊傘兵空降發動的開路先鋒作戰，先行降落於萊茵河對岸德境，為大部隊盟軍即將橫渡萊茵河(即戰役代號：戰利品行動)上岸安全接應；小型空降地方在德境內「威塞爾鎮」(Wesel)附近。 
這支為盟軍數十萬大軍先行開路並偵察掃蕩的小型特種部隊，在5月3日他們的空降摔不壞即可駛吉普車已經攻至基爾市。
緊接在英軍拱門行動戰鬥之後是1945年四月中旬更多英軍特種部隊作戰，軍事代號是敲鎖石行動。